# مازغ
مازغ، روستایی از توابع بخش بیکاه شهرستان رودان در استان هرمزگان ایران است.

## جمعیت
این روستا در دهستان بیکاه قرار دارد و براساس سرشماری مرکز آمار ایران در سال ۱۳۸۵، جمعیت آن زیر سه خانوار بوده‌است.